# Джаксън (окръг, Флорида)
Вижте пояснителната страница за други населени места с името Джаксън.
Окръг Джаксън (на английски: Jackson County) е окръг в щата Флорида, Съединени американски щати. Площта му е 2473 km², а населението - 46 755 души (2000). Административен център е град Мариана.